# Kárpáti Denise
Kárpáti Denise (Budapest, 1957. május 16. –) magyar színésznő.

## Életpálya
1977 és 1981 között a Színművészeti Főiskola hallgatója, osztályvezető tanára Kazimir Károly volt. A Rock Színház alapító tagjaként 1981. augusztus 6-án, az első magyar rockoperában a Sztárcsinálókban Agrippinát alakította.
1981-ben a Népszínház társulatánál kezdte pályáját. 1983-tól a kecskeméti Katona József Színházhoz szerződött, 1985-től a Hököm Színpadon szerepelt. 1986-tól a győri Kisfaludy Színház tagja volt. 1987 és 1992 között a Thália Színház, illetve az Arizona Színház színésznője. 
1993-tól szabadfoglalkozású művésznő.

## Fontosabb színházi szerepei
- Friedrich Schiller: Ármány és szerelem... Lujza
- Tersánszky Józsi Jenő: Kakukk Marci... Pattantó Rozi
- Várkonyi Mátyás – Miklós Tibor: Sztárcsinálók... Agrippina
- Tóth Ede – Örkény István: A falu rossza... Finom Rózsi
- Bodansky György – Vándorfi László: Jézus az ember fia... Mária Magdolna
- Bertolt Brecht – Kurt Weill: Koldusopera... Kocsma Jenny; Polly
- Jaroslav Hašek: Svejk... Katy, Lukas szeretője
- Gyurkó László: Faustus doktor boldogságos pokoljárása... Kincses Éva
- Hernádi Gyula – Jancsó Miklós – Gyurkó László: Jöjj Délre, cimborám!... szereplő
- Federico García Lorca: Don Cristobal... Rosita
- Harriet Beecher Stowe: Tamás bátya kunyhója... Elisa
- Nóti Károly: Nyitott ablak... Mariska
- William Shakespeare: Sok hűhó semmiért... Beatrice
- Maurice Maeterlinck: A kék madár... Macska
- Mihail Afanaszjevics Bulgakov: A Mester és Margarita... Frida
- Metta V. Viktor – Karinthy Frigyes: Egy komisz kölök naplója... Hecker Bandi, a komisz kölök
- Páskándi Géza: A költő visszatér... Ilon, címzetes vándorszínész
- Tamási Áron: Ördögölő Józsiás... Dilló, tündér, Jázmina udvarhölgye, majd a tündérek főnöke
- Tamás István: A pápa és a császár... Duchesnois kisasszony
- Alan Ayckbourn: Mese habbal... Ginny
- Pelle János: Casanova... Tereza Charpillon kisasszony
- Csongrádi Mária: A hercegnő és a varázsló... Fatime hercegnő
- Csongrádi Mária: Ali Baba és a rablók... Mardzsána rableány
- Verebes István: Kettősünnep... Kovácsné
- Valeri Petrov: Tengerkék... Denise és Lili
- Ismeretlen szerző: Kocsonya Mihály házassága... Első énekes
- Károlyi Gáspár: Jézus Krisztus, az embernek fia... Mária Magdaléna
- Munkácsi Miklós: Mindhalálig Beatles... Szonja

## Filmek, televízió
- Különös mátkaság (1975)
- Szerelmem Elektra (1980)
- Kabala (1982)
- Mint oldott kéve (sorozat) Franciaország 1855–1857 (1983) – cselédlány
- Vérszerződés (1983) – menyasszony
- A Mi Ügyünk, avagy az utolsó hazai maffia hiteles története (1983)
- Boszorkányszombat (1984) – királyné
- A téli csillag meséje (1984)
- Rutinmunka (1985)
- Egészséges erotika (1986)
- A költő visszatér (1988)
- Szomszédok (sorozat) 23. rész (1988) 78. rész (1990)
- Aki bújt (2009) – tánctanárnő